# Фесенко Іван Костянтинович
Іван Костянтинович Фесенко (17 квітня 1910, станція Корсунь Південно-Західної залізниці, тепер Черкаської області — ?) — український радянський партійний і комсомольський діяч, 1-й секретар ЦК ЛКСМ Молдавії, секретар Чернівецького обкому КПУ. Кандидат історичних наук (1959).

## Життєпис
Народився в селянській родині. У 1926—1930 роках — робітник на залізниці.
Член ВКП(б) з 1930 року.
У 1930—1937 роках — студент Харківського інституту народної освіти; слухач полкової школи Червоної армії в місті Новочеркаську (в 1932 році); аспірант Харківського державного університету.
З 1938 року — на педагогічній роботі.
До 1939 року — 1-й секретар Дніпропетровського обласного комітету ЛКСМУ.
З жовтня до грудня 1939 року — відповідальний редактор газети ЦК ЛКСМУ «Сталинское племя».
8 грудня 1939 — 3 серпня 1940 року — секретар ЦК ЛКСМ України з пропаганди.
У вересні 1940 — липні 1941 року — 1-й секретар ЦК ЛКСМ Молдавії. Під час німецько-радянськоїх війни перебував в евакуації. У 1944 — травні 1945 року — 1-й секретар ЦК ЛКСМ Молдавії.
З травня 1945 року — в апараті ЦК КП(б) Молдавії. Потім працював в апараті Міністерства закордонних справ СРСР. До травня 1950 року — в апараті ЦК КП(б) України.
У травні (затв.) 1950 — листопаді 1963 року — секретар Чернівецького обласного комітету КПУ з питань ідеології.
У квітні 1959 року захистив кандидатську дисертацію на тему «Боротьба трудящих Чернівецької області за втілення у життя програми КПРС щодо стрімкого піднесення сільського господарства (1953—1958 рр.)».
Подальша доля невідома.

## Нагороди
- орден Трудового Червоного Прапора (26.02.1958)
- ордени
- медаль «За перемогу над Німеччиною у Великій Вітчизняній війні 1941—1945 рр.»
- медалі